# Зохан: Стилист от запаса
„Зохан: Стилист от запаса“ (на английски: You Don't Mess with the Zohan) е американска сатирична екшън комедия от 2008 г. на режисьора Денис Дуган, продуциран от Адам Сандлър, сценарият е на Сандлър, Робърт Смайгъл и Джъд Апатоу, с участието на Сандлър, Джон Туртуро, Емануел Шрики, Ник Суордсън, Ланини Казан и Роб Шнайдер. Филмът е пуснат на 6 юни 2008 г. в Съединените щати на 15 август 2008 г. от Великобритания.